# 四条隆行
四条隆行（しじょう たかゆき、建永2年（1207年） - 没年不詳）は、鎌倉時代前期の公卿。

## 官歴
- 建長3年（1251年）：蔵人頭、正四位下、内蔵頭
- 建長4年（1252年）：参議
- 建長5年（1253年）：従三位、修理大夫
- 建長7年（1255年）：右兵衛督
- 康元2年（1257年）：正三位、権中納言
- 正嘉2年（1258年）：従二位
- 正嘉3年（1259年）：大宰権帥
- 弘長2年（1258年）：正二位
- 文永4年（1267年）：権大納言

## 系譜
- 父：四条隆綱
- 子：四条隆康
- 子：四条隆久
- 子：四条隆政